# Weidengewächse
Die Weidengewächse (Salicaceae) sind eine Familie in der Ordnung der Malpighienartigen (Malpighiales) innerhalb der Bedecktsamigen Pflanzen (Magnoliopsida).

## Beschreibung

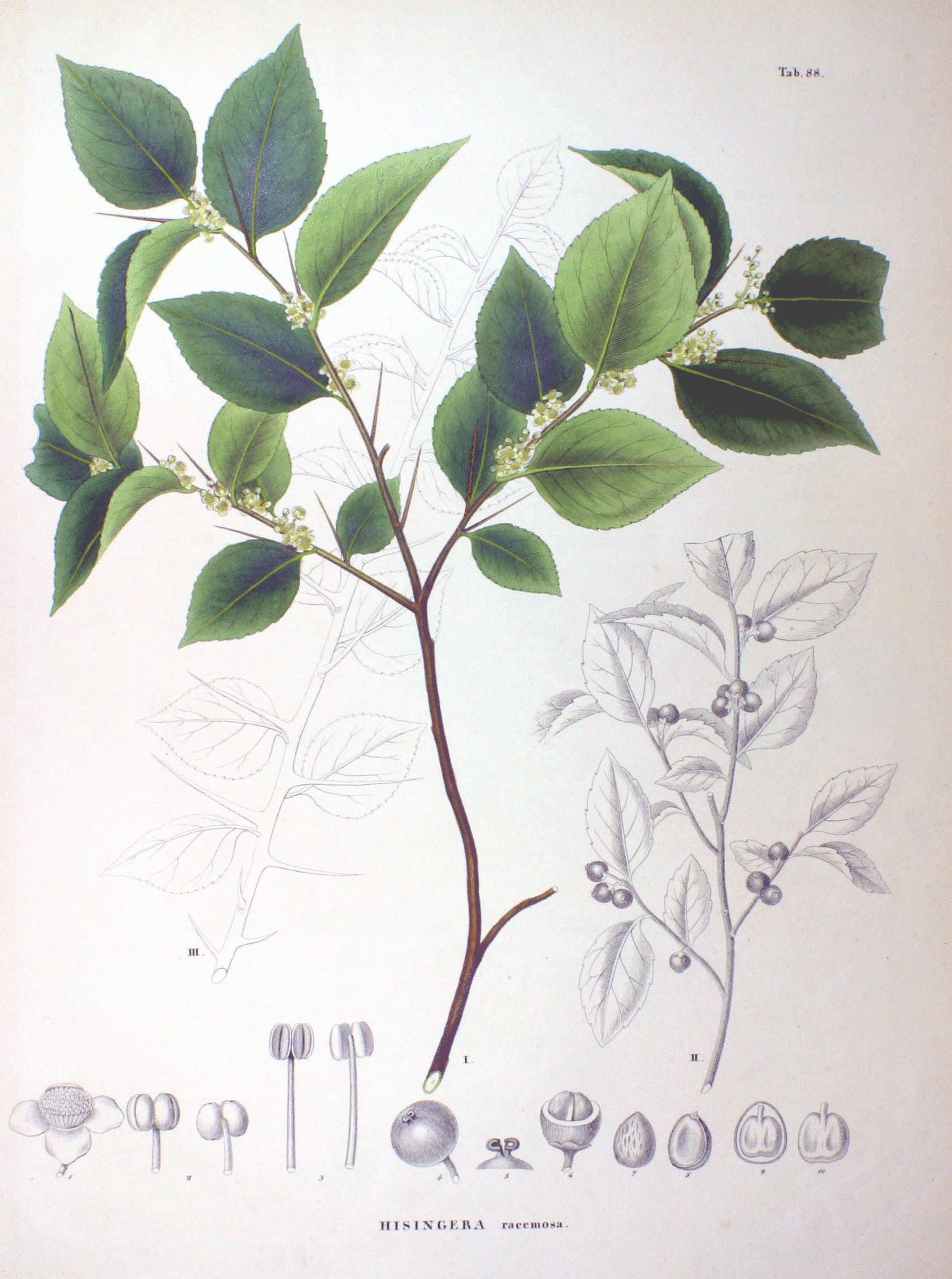
Illustration von Xylosma congesta

### Erscheinungsbild und Blätter
Es handelt sich um laubabwerfende oder immergrüne verholzende Pflanzen, die als Bäume oder Sträucher wachsen. Manche Arten bilden Klone durch Wurzeltriebe, Rhizome, Absenker oder Teilung der Sprossachse. Die Verzweigung ist monopodial oder sympodial. Die aufrechten bis hängenden Sprossachsen besitzen eine kahle oder flaumig behaarte Rinde.
Bei manchen Arten ist Heterophyllie vorhanden: es gibt unterschiedliche Blätter bei der Jugend- und Altersform. Die meist wechselständig und meist spiralig, manchmal zweizeilig, aber selten mehr oder weniger gegenständig (beispielsweise Salix purpurea) angeordneten Laubblätter sind meist gestielt. Die einfachen Blattspreiten besitzen gezähnte oder glatte Blattränder und manchmal Drüsen. Nebenblätter können vorhanden sein.

### Blütenstände und Blüten
Allen in Mitteleuropa heimischen Arten und auch fast allen anderen Arten der Weidengewächse im ursprünglichen Umfang (Salicaceae s. str.) gemeinsam ist, dass sie  zweihäusig getrenntgeschlechtig (diözisch) sind, das bedeutet, dass auf einem Pflanzenexemplar nur entweder weibliche oder männliche Blüten ausgebildet werden. Bei den Salicaceae s. str. befinden sich meist viele Blüten eines Geschlechtes zusammengefasst in länglichen, traubigen oder ährigen Blütenständen, den so genannten Kätzchen, die aufrecht stehen oder hängen. Die neu hinzugekommenen Gattungen sind öfter zwittrig oder seltener einhäusig getrenntgeschlechtig (monözisch) und die Blüten befinden sich nicht in kätzchenförmigen Blütenständen. Wenn die Blütenstände nicht kätzchenförmig sind, dann sind sie manchmal bündelig oder traubenähnliche Zymen. Es können Blütenstandsschäfte vorhanden sein. Blütenstiele sind vorhanden oder fehlen.
Männliche Blüten enthalten zwei bis viele Staubblätter. Weibliche Blüten enthalten einen Fruchtknoten mit einem Griffel.
Die Pappel-Arten werden durch den Wind bestäubt, während die Weiden-Arten überwiegend insektenbestäubt sind („Bienenfutterpflanzen“ im Frühjahr). Die Blütezeit liegt mindestens bei den windbestäubten Arten vor der Entwicklung der Laubblätter, ansonsten erfolgt die Blütezeit je nach Art zu unterschiedlichen Zeiten im Jahr.

### Früchte und Samen
Es werden bei den Salicaceae s. str. zwei- bis vierfächerige (selten fünffächerige) Kapselfrüchte, die vier bis viele Samen enthalten, oder bei den ehemaligen Flacourtiaceae Beeren oder seltener Steinfrüchte gebildet. Die Samen werden bei den Arten mit Kapselfrüchten durch den Wind verbreitet und haben oft einen grundständigen Haarschopf oder sind geflügelt, auch können sie einen Arillus besitzen.

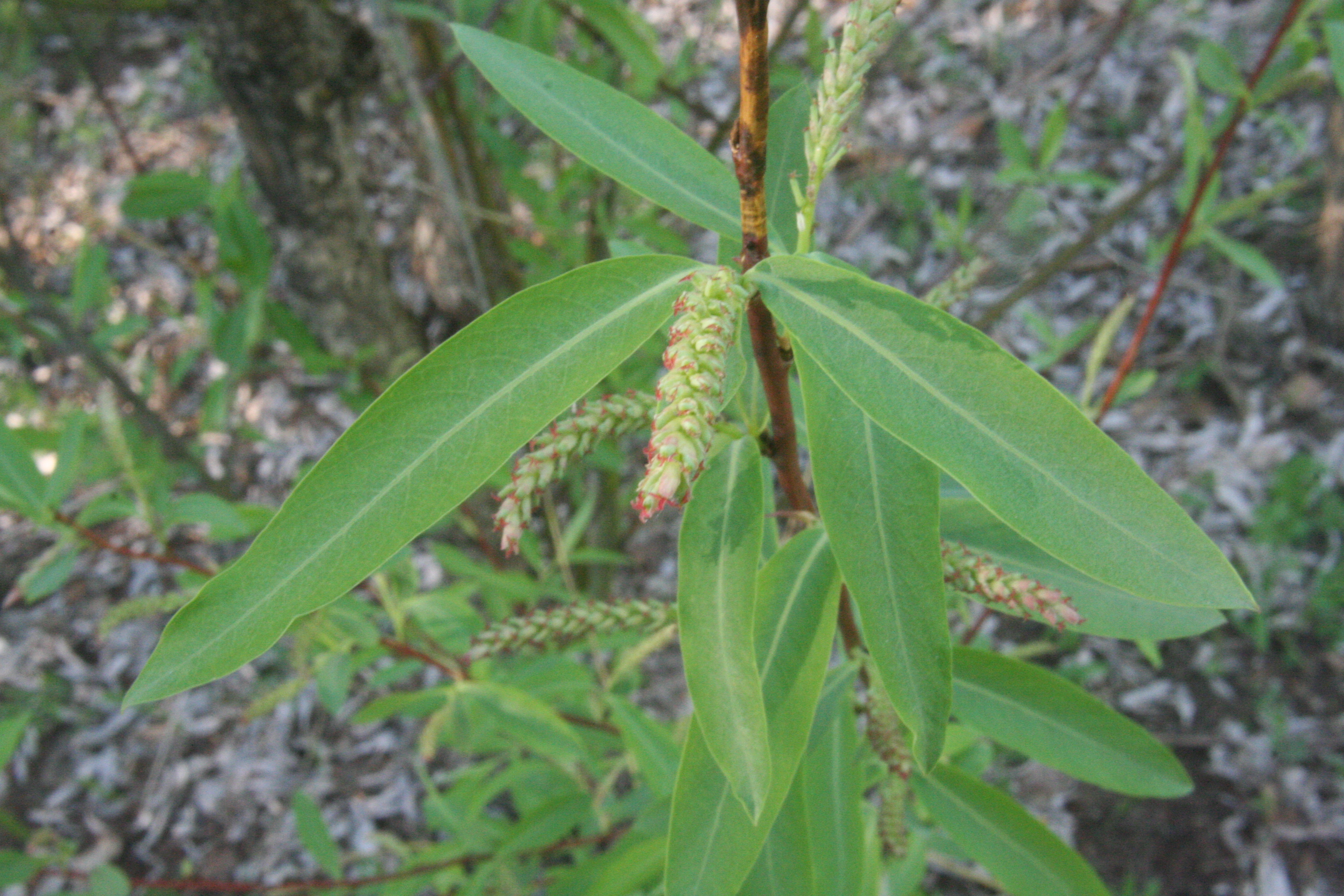
Zweig mit Laubblättern von kätzchenförmigen Blütenständen von Chosenia arbutifolia

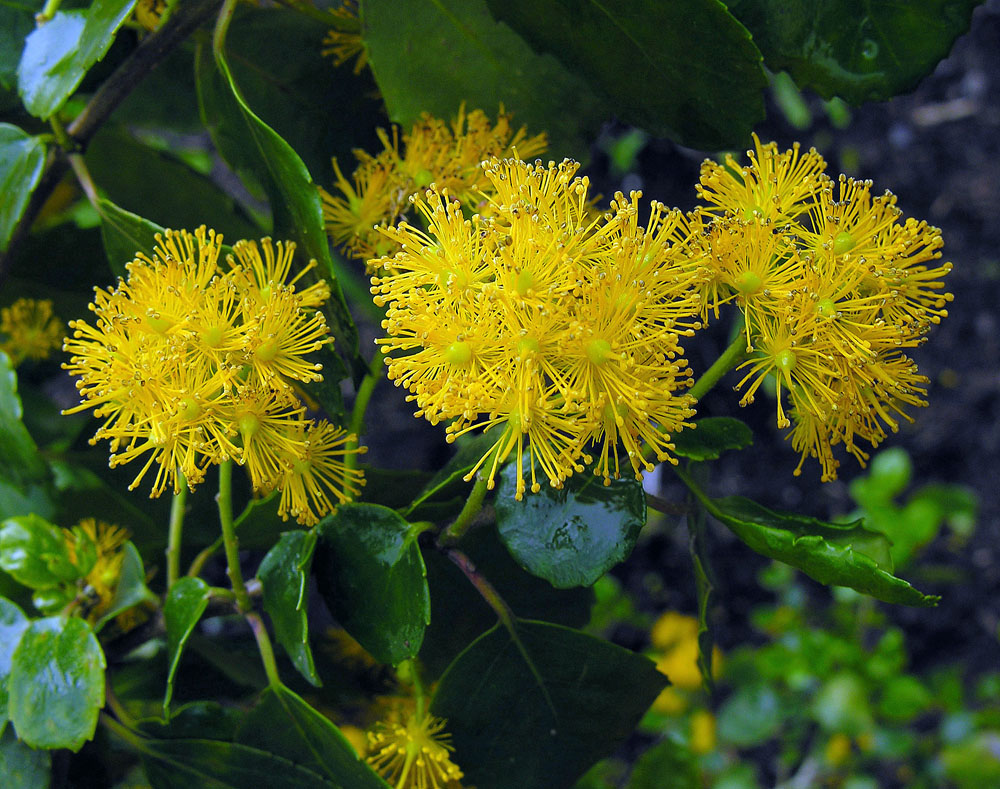
Azara dentata

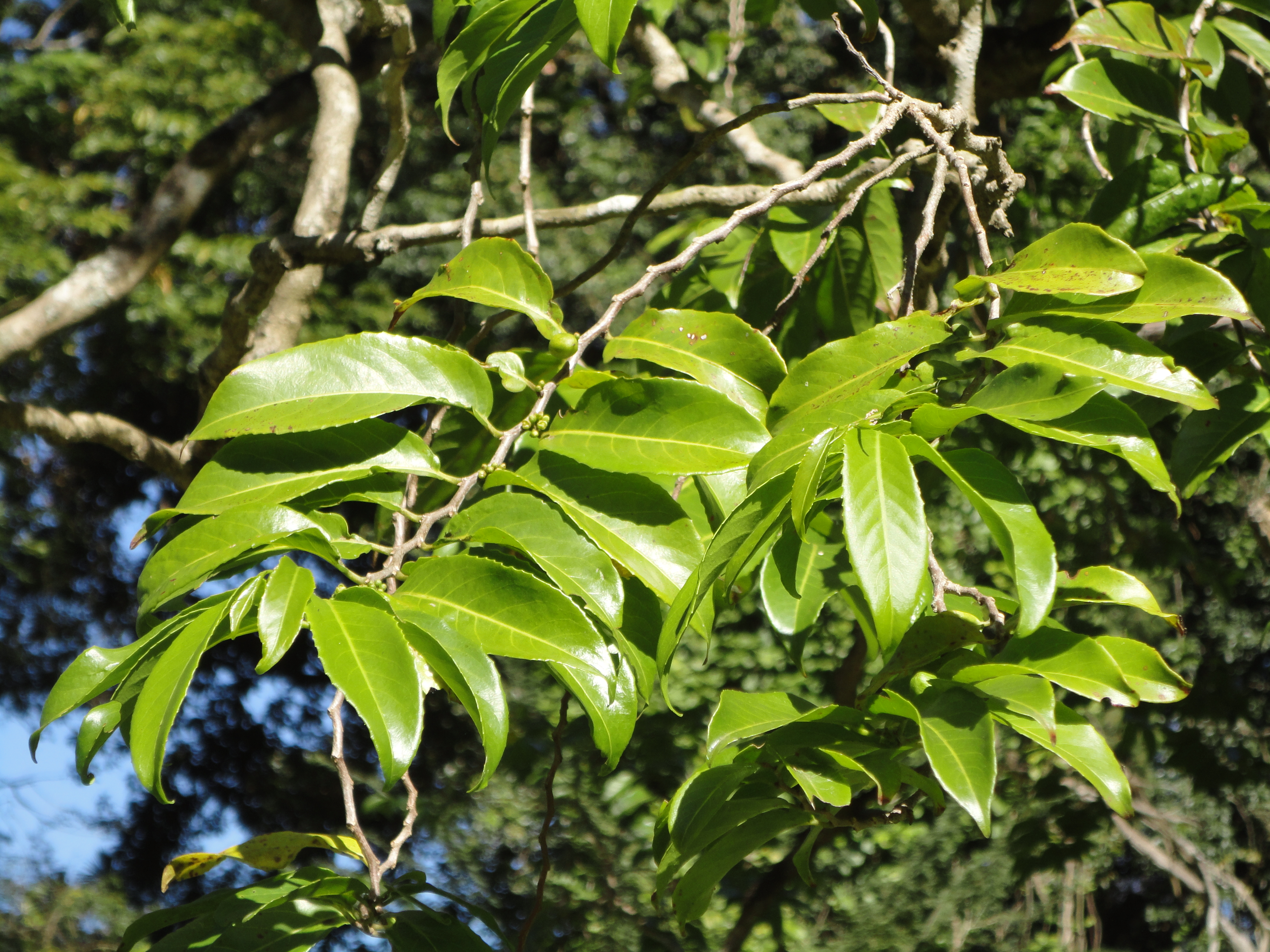
Zweig mit ledrigen Laubblättern von Casearia gladiiformis

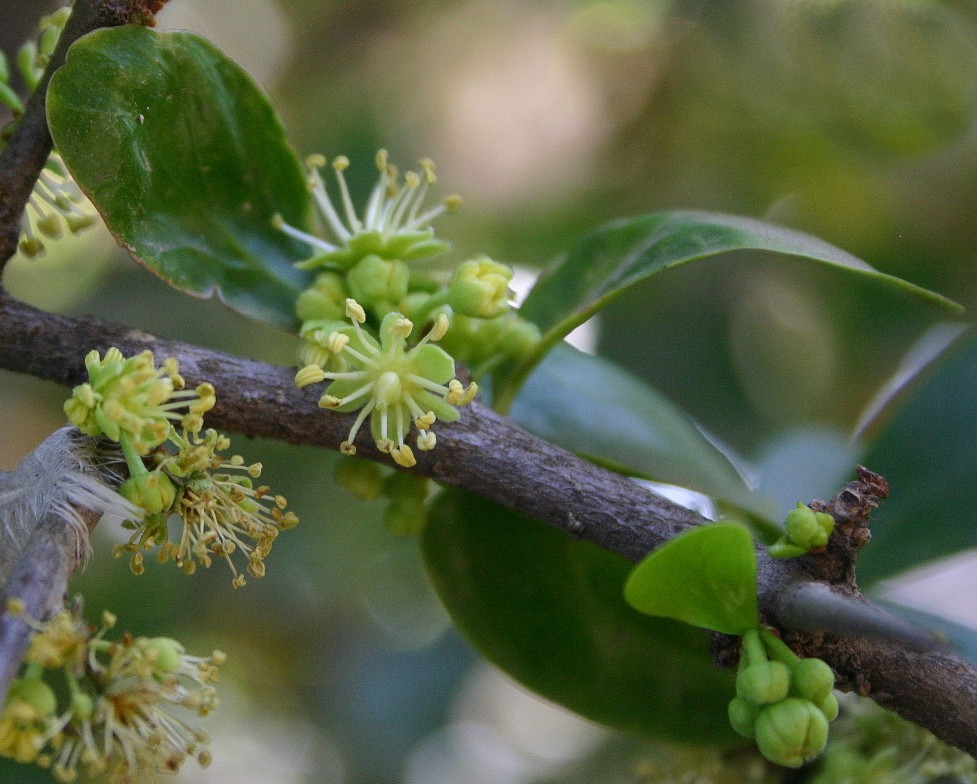
Zweig mit Blüten von Dovyalis caffra

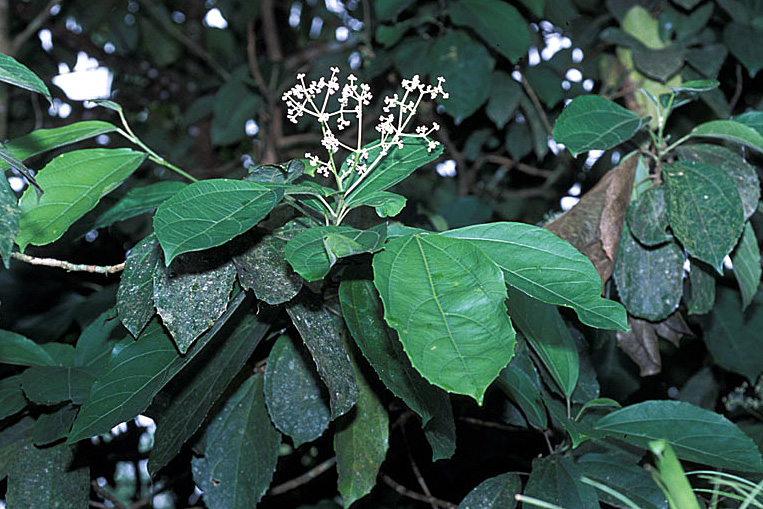
Zweig mit Laubblättern und Blütenstand von Hasseltia floribunda

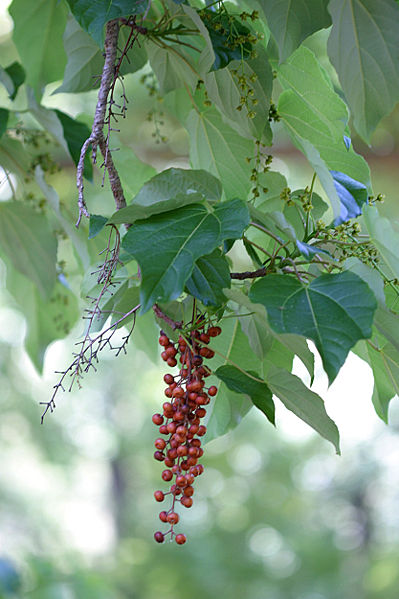
Orangenkirsche (Idesia polycarpa)

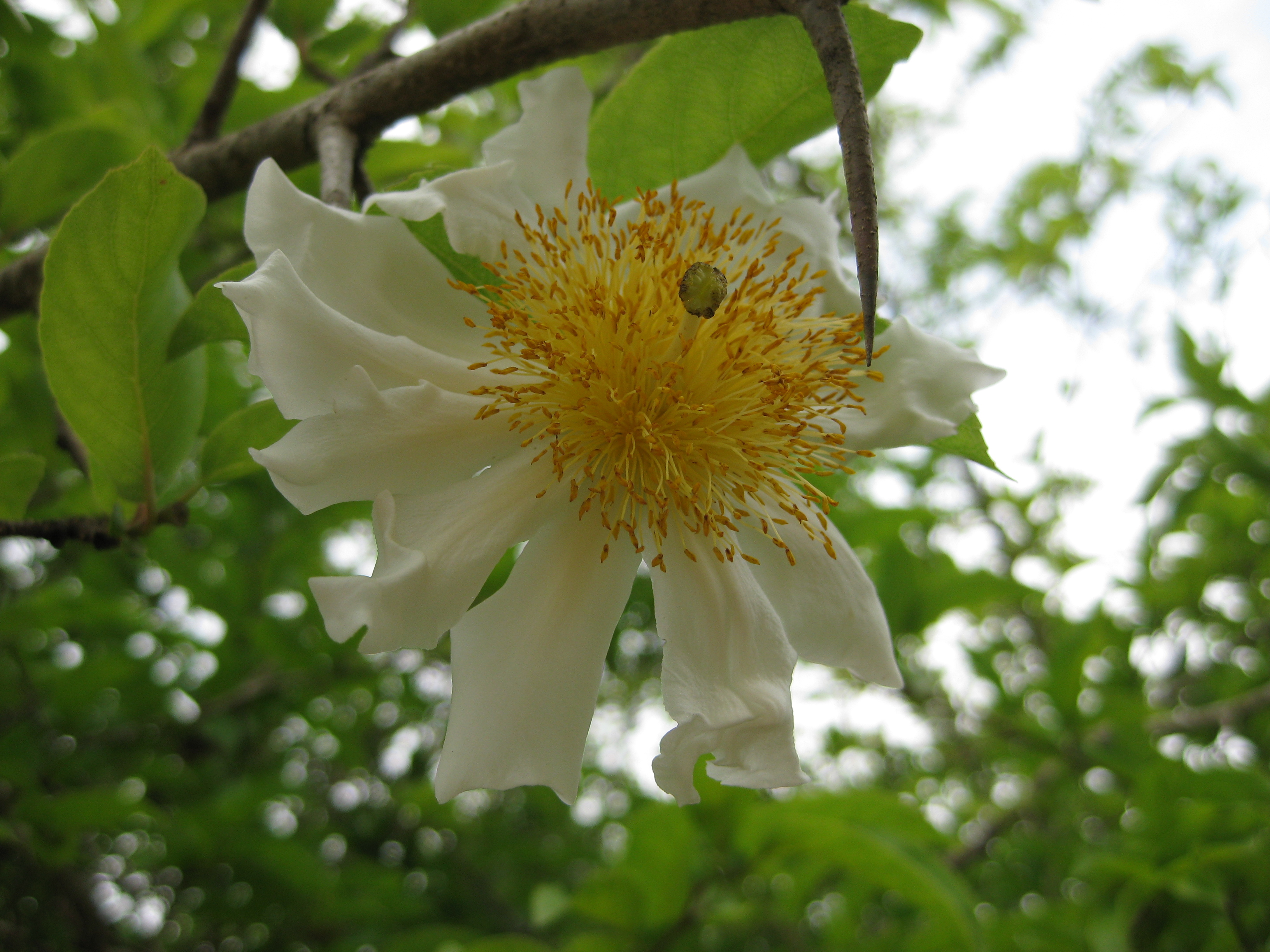
Blüte mit vielen Staubblättern von Oncoba spinosa

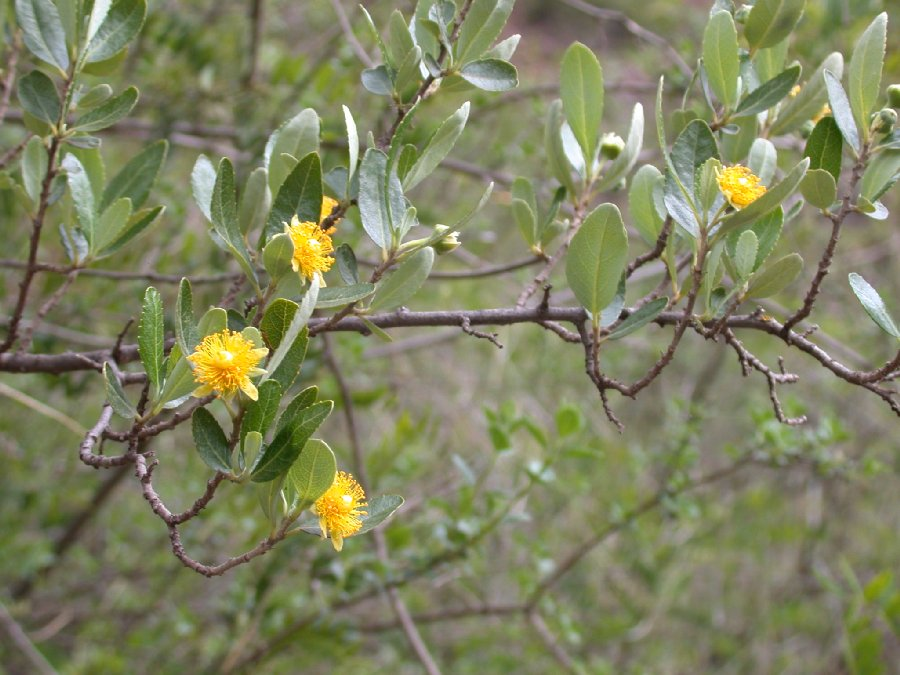
Zweig mit ledrigen Laubblättern und Blüten von Pineda incana

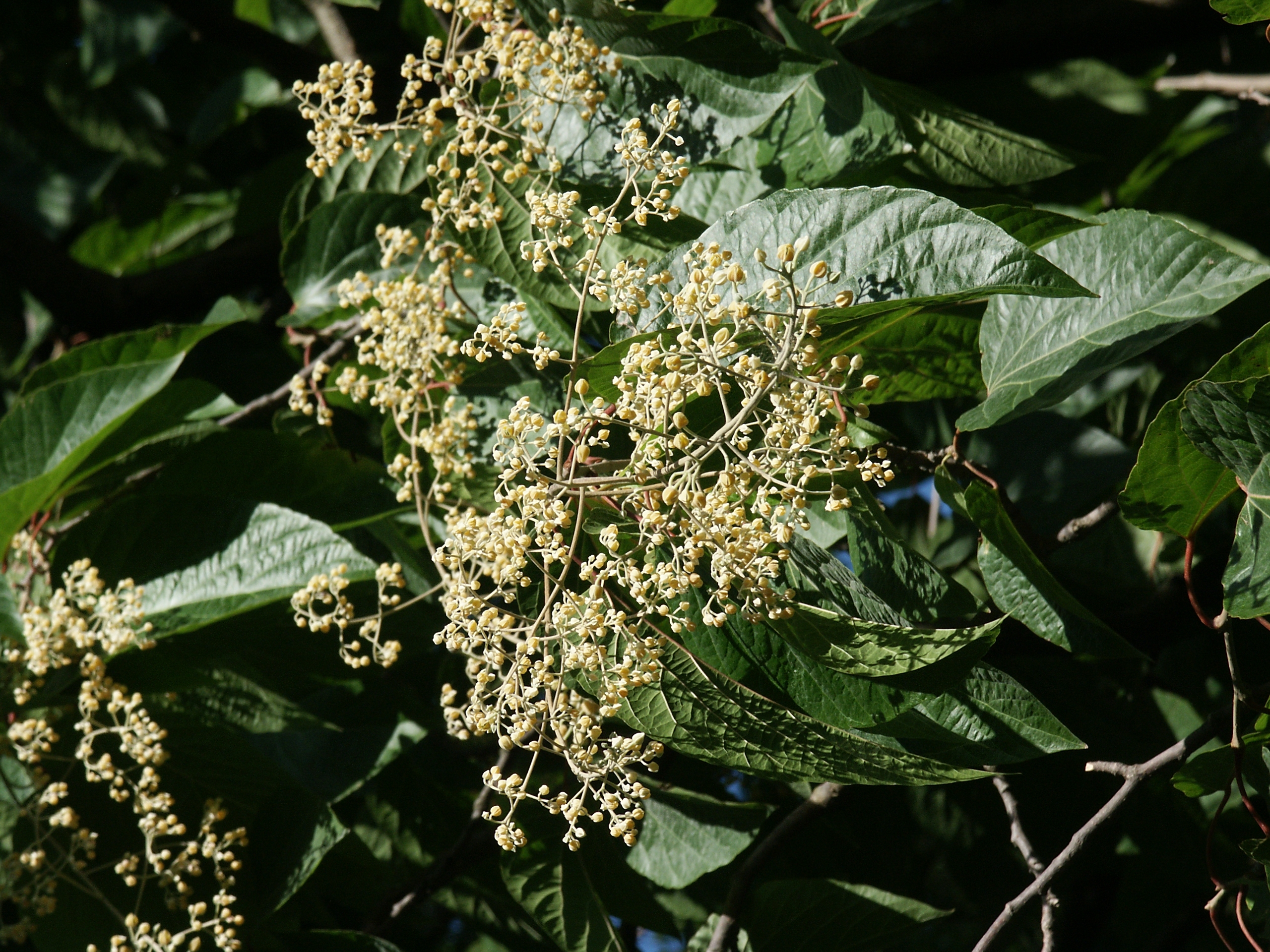
Laubblätter und Blütenstand von Poliothyrsis sinensis

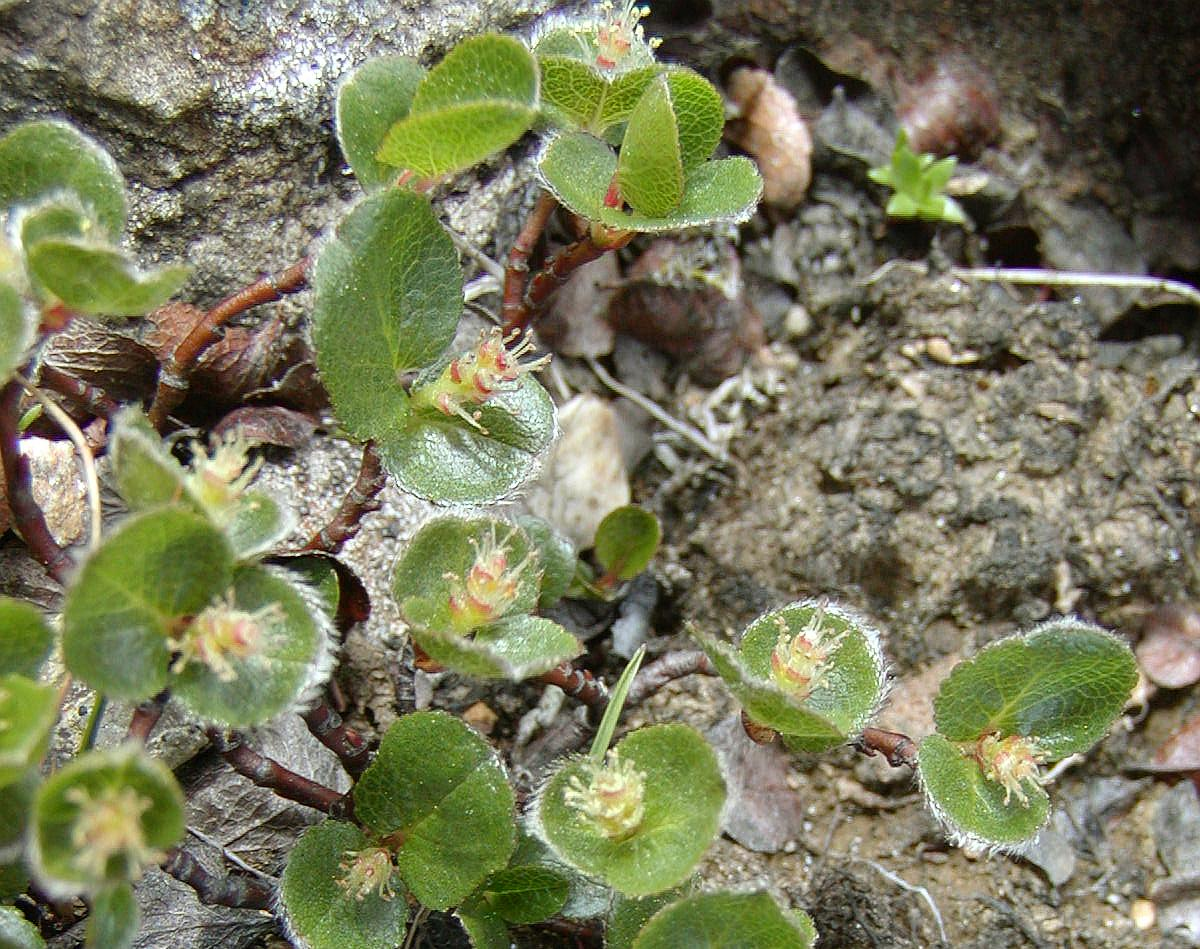
Salix herbacea

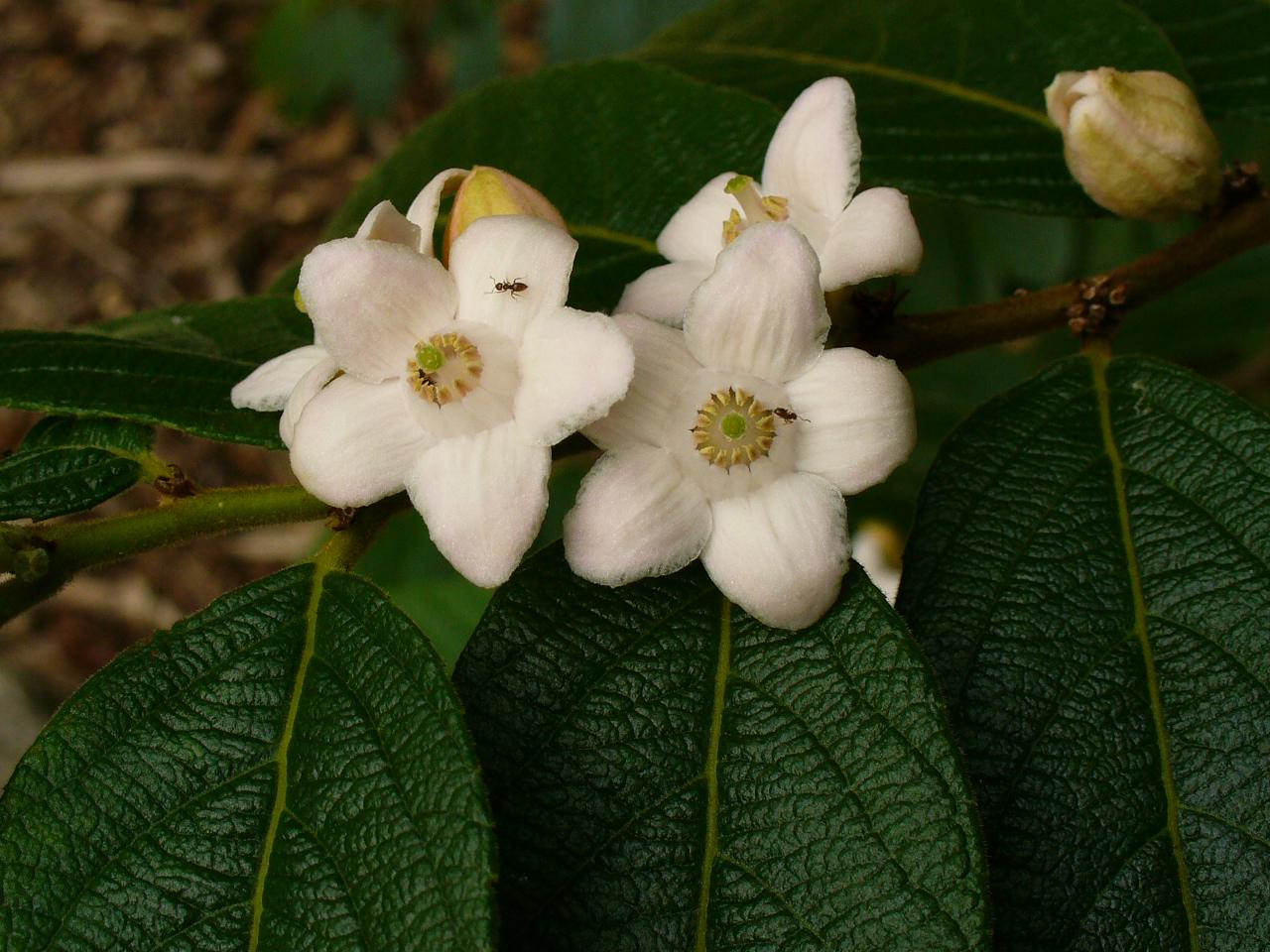
Blüten von Samyda dodecandra

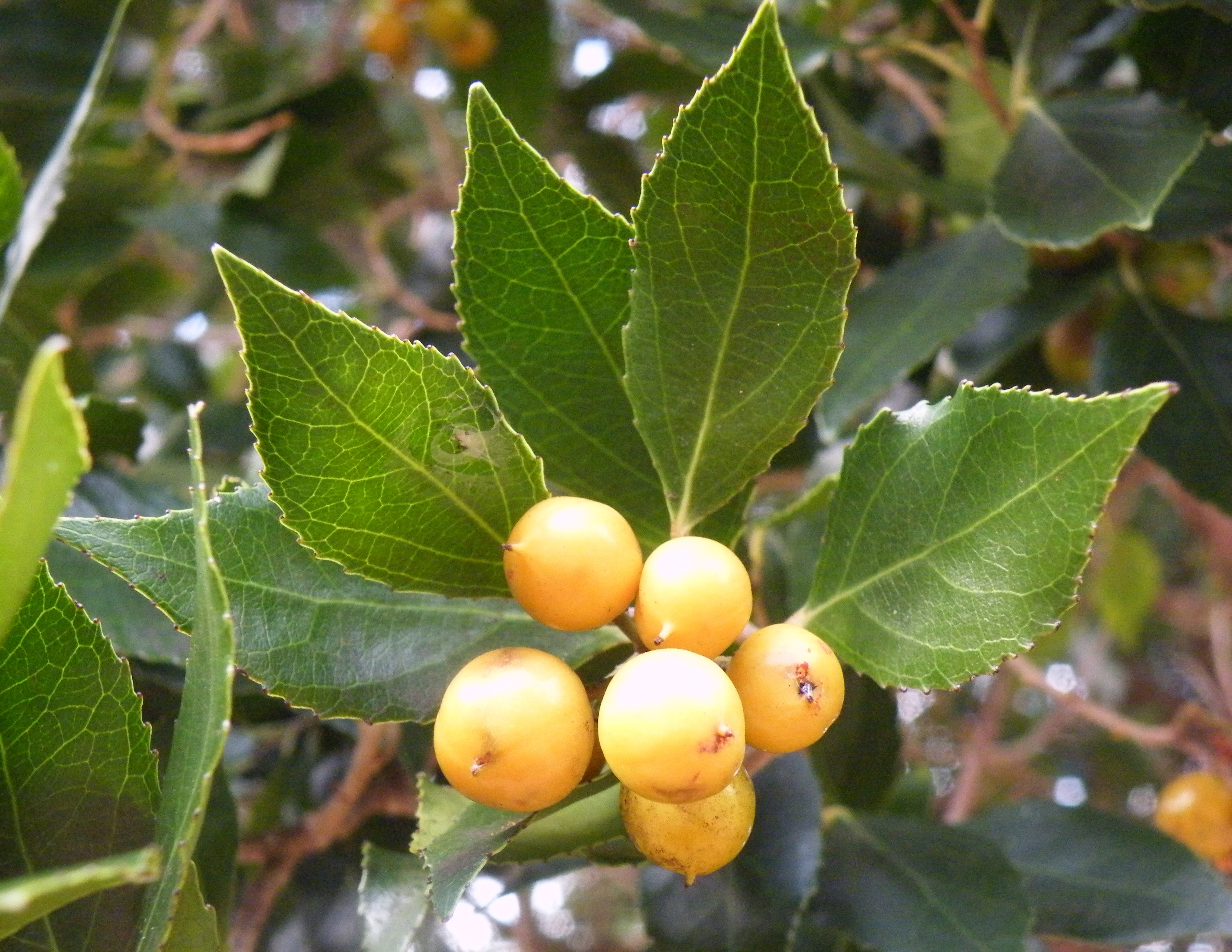
Zweig mit ledrigen Laubblättern und Früchten von Scolopia mundii

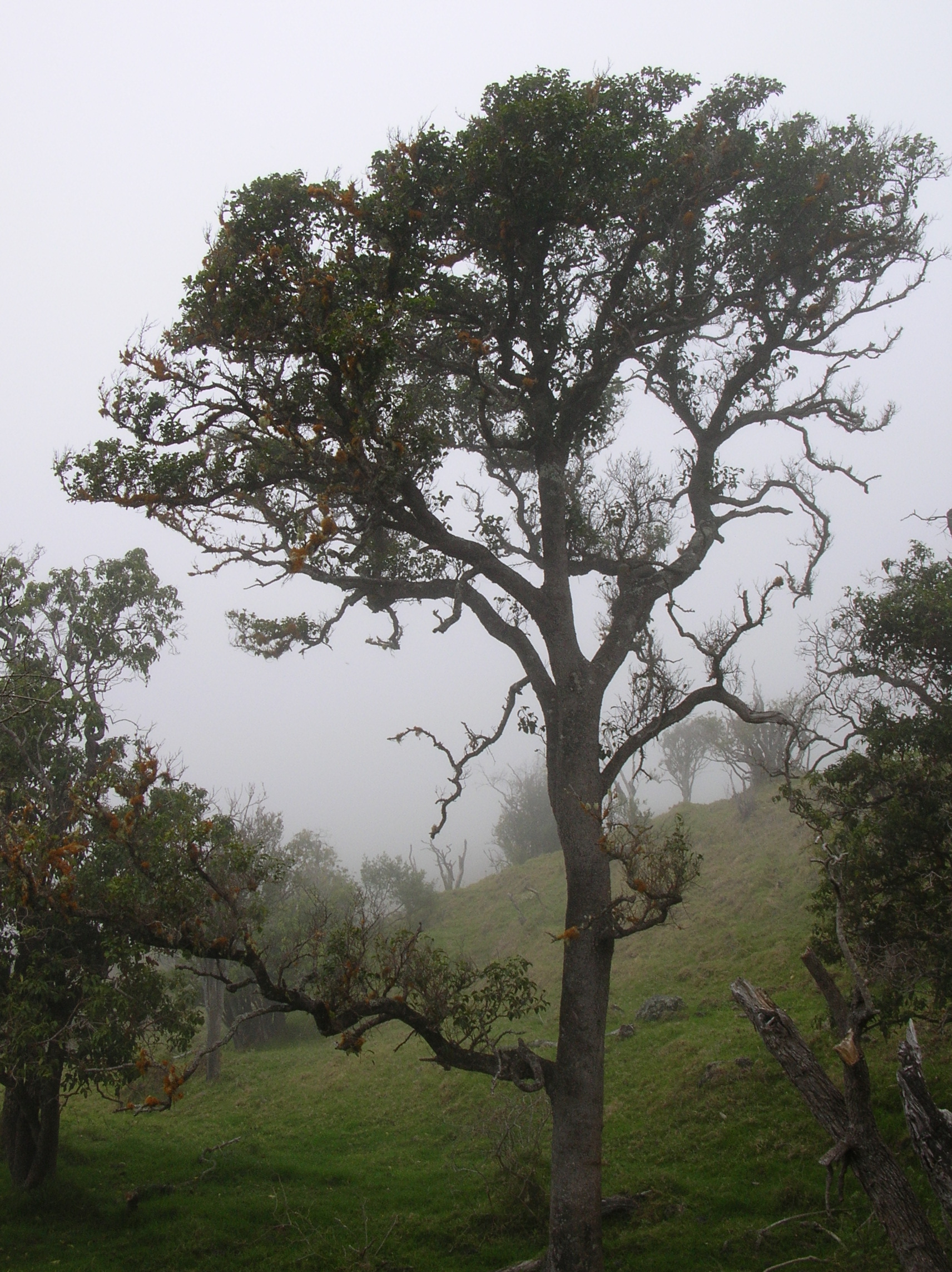
Habitus von Xylosma hawaiiense

## Systematik und Verbreitung
Die Familie der Salicaceae wurde 1815 durch Charles François Brisseau de Mirbel in Elémens do Physiologie Végétale et de Botanique, Volume 2, S 905 aufgestellt, dort unter dem Namen „Salicineae“. Während man früher nur drei Gattungen, nämlich die Weiden (Salix), Pappeln (Populus) und Chosenia in die Salicaceae einordnete, gehören nun auch zahlreiche ehemals in der Familie der Flacourtiaceae eingeordnete Gattungen dazu. Die Familie Salicaceae s. l. enthält damit etwa 55 Gattungen mit etwa 1010 Arten. Synonyme für Salicaceae Mirb. s. l. sind: Bembiciaceae R.C.Keating & Takht., Caseariaceae Baum.-Bod., Flacourtiaceae Rich. ex DC., Homaliaceae R.Br., Patrisaceae Mart., Prockiaceae Bertuch, Samydaceae Vent., Scyphostegiaceae Hutch.
Die  Salicaceae s. l. sind fast weltweit verbreitet. Sie fehlen ursprünglich in Australien nur an der Ostküste und in Neuseeland. Pappel-Arten und Weiden-Arten kommen vorwiegend in den gemäßigten Gebieten der Nordhalbkugel an feuchten Standorten vor; man findet sie auch in Tundren und im Gebirge oberhalb der Baumgrenze. In Nordamerika gibt es vier Gattungen mit etwa 123 Arten.
- Salicaceae s. str.:
  - Weiden (Salix L.): Die etwa 450 Arten sind fast weltweit verbreitet.
  - Pappeln (Populus L.): Die 32 bis 100 Arten sind weltweit verbreitet.
  - Chosenia Nakai: Sie enthält nur eine Art:
    - Chosenia arbutifolia (Pall.) A.K.Skvortsov, manchmal auch zu Salix gestellt: Sie kommt in Russland in Tschita, Irkutsk, Sacha (Jakutien), Amur, Kamtschatka, Khabarovsk, Magadan, Primorje sowie Sachalin, in den chinesischen Provinzen Hebei, Heilongjiang, Jilin, Liaoning sowie östlichen Nei Monggol, auf den japanischen Inseln Hokkaidō sowie Honshū und in Korea vor.
- ehemalige Flacourtiaceae: Viele der über 50 Gattungen enthalten nur wenige Arten oder sind sogar monotypisch:[5]
  - Abatia Ruiz & Pav.: Die etwa zehn Arten sind in den Gebirgen Zentral- und Südamerikas sowie im südöstlichen Brasilien verbreitet.
  - Aphaerema Miers: Sie enthält nur eine Art:
    - Aphaerema spicata Miers: Sie kommt in Brasilien und Argentinien vor.

  - Azara Ruiz & Pav.: Die etwa zehn Arten sind hauptsächlich in subtropischen und gemäßigten Gebieten in Chile, Argentinien, Bolivien und südöstlichen Brasilien verbreitet.
  - Banara Aubl.: Die etwa zehn Arten sind besonders auf den Antillen, aber auch in Mexiko, Zentral- und Südamerika verbreitet.
  - Bartholomaea Standl. & Steyerm.: Sie enthält nur eine Art:
    - Bartholomaea sessiliflora (Standl.) Standl. & Steyerm.: Sie kommt in Mexico, Guatemala und Belize vor. Manchmal wird auch eine zweite Art hinzugezählt.

  - Bembicia Oliv.: Die nur zwei Arten kommen nur in Madagaskar vor:[6]
    - Bembicia axillaris Oliv.
    - Bembicia uniflora (H.Perrier) Capuron

  - Bennettiodendron Merr.: Manchmal werden zwei oder drei Arten angegeben oder nur die einzige Art:
    - Bennettiodendron leprosipes (Clos) Merr.: Sie kommt in China, Bangladesch, Indien, Myanmar, Thailand, Java und Sumatra vor.

  - Bivinia Jaub. ex Tul.: Sie enthält nur eine Art:
    - Bivinia jalbertii Tul.: Sie kommt in Kenia, Mosambik, Zimbabwe und Madagaskar vor.

  - Byrsanthus Guill.: Sie kommt mit ein oder zwei Arten im tropischen Westafrika vor.
  - Calantica Jaub. ex Tul.: Von den etwa zehn Arten kommen sieben nur in Madagaskar vor.[6]
  - Carrierea Franch.: Die nur zwei Arten sind in China und Vietnam verbreitet.
  - Casearia Jacq.: Von den etwa 180 weltweit verbreiteten Arten, kommen etwa 80 in der Neotropis vor.
    - Casearia praecox Griesb.: Venezuela, Kolumbien, Karibik und Zentralamerika

  - Dissomeria Hook.f. ex Benth.: Die zwei Arten kommen im tropischen Afrika vor.
  - Dovyalis E.Mey. ex Arn.: Die etwa 15 Arten sind fast weltweit verbreitet. Eine Art wird als Obst angebaut.
    - Dovyalis caffra (Hook.f. & Harv.) Warb.: Aus dem südöstlichen Afrika, von Südafrika bis Simbabwe und Mosambik.

  - Euceraea Mart.: Die nur drei Arten sind in Südamerika verbreitet.
  - Flacourtia Comm. ex L'Hér.: Die etwa 15 bis 17 Arten sind im tropischen Afrika und Asien verbreitet. Eine Art wird als Obst angebaut.
  - Hasseltia Kunth: Die etwa vier Arten sind in Zentral- und Südamerika verbreitet.
  - Hasseltiopsis Sleumer: Sie enthält nur eine Art:
    - Hasseltiopsis dioica (Benth.) Sleumer: Sie kommt in Zentralamerika vor.

  - Hecatostemon S.F.Blake: Sie enthält nur eine Art:
    - Hecatostemon completus (Jacq.) Sleumer: Sie kommt im nördlichen Südamerika vor.

  - Hemiscolopia Slooten: Sie enthält nur eine Art:
    - Hemiscolopia trimera Slooten: Sie von Indochina, über die Malaiische Halbinsel und Sumatra bis Java verbreitet.

  - Homalium Jacq. (Syn.: Antinisa (Tul.) Hutch., Blackwellia J.F.Gmel., Myrianthea Tul., Myriantheia Thouars, Nisa Noronha ex Thouars): Die etwa 180 bis 200 Arten in den Tropen weltweit verbreitet, davon kommen nur drei in der Neotropis vor. 59 Arten kommen nur auf Madagaskar vor.[6]
    - Homalium racemosum Jacq.: Aus dem mittleren bis nördlichen Südamerika, Zentralamerika, bis ins südliche Mexiko und in die Karibik.

  - Idesia Maxim.: Sie enthält nur eine Art:
    - Orangenkirsche (Idesia polycarpa Maxim.): Sie ist ursprünglich im östlichen Asien in der Volksrepublik China, Japan, Korea und Taiwan verbreitet.

  - Itoa Hemsl.: Sie enthält nur eine Art:
    - Itoa orientalis Hemsl.: Sie kommt in Vietnam und China vor. Manchmal wird eine zweite Art hinzugezählt.

  - Laetia Loefl. ex L.: Die etwa zehn Arten sind in der Neotropis auf den Antillen, in Mexiko, Zentral- und Südamerika verbreitet.
  - Lasiochlamys Pax & K.Hoffm.: Sie enthält nur eine Art:
    - Lasiochlamys reticulata (Schltr.) Pax & K.Hoffm.: Sie kommt nur in Neukaledonien vor.

  - Ludia Comm. ex Juss.: Von den etwa 23 Arten kommen fünf nur auf Madagaskar vor.[6]
  - Lunania Hook.: Die etwa 14 Arten kommen besonders auf den Antillen, aber auch in Zentral- und Südamerika vor.
  - Macrohasseltia L.O.Williams: Sie enthält nur eine Art:
    - Macrohasseltia macroterantha (Standl. & L.O.Williams) L.O.Williams: Sie kommt in Zentralamerika vor.

  - Mocquerysia Hua: Sie enthält nur eine Art:
    - Mocquerysia multiflora Hua: Sie kommt im tropischen Westafrika vor.

  - Macrothumia M.H.Alford: Sie sind in Brasilien verbreitet.
  - Neopringlea S.Watson: Die nur drei Arten sind in Mexiko und Guatemala beheimatet.
  - Neoptychocarpus Buchheim: Die nur zwei Arten sind in Südamerika verbreitet.
  - Neosprucea Sleumer: Die etwa neun Arten sind von Panama bis Südamerika verbreitet.
  - Olmediella Baill.: Sie enthält nur eine Art:
    - Olmediella betschleriana (Göpp.) Loes.: Sie ist von Mexiko bis Zentralamerika verbreitet.

  - Oncoba Forssk.: Die mindestens vier Arten sind im tropischen Afrika weitverbreitet und reichen bis Südafrika und Arabien.
    - Oncoba spinosa Forssk.: Aus West-, Zentral- und Ostafrika bis nach Südafrika sowie nach Arabien.

  - Ophiobotrys Gilg: Sie enthält nur eine Art:
    - Ophiobotrys zenkeri Gilg: Sie ist im tropischen Westafrika verbreitet.

  - Osmelia Thwaites: Von den etwa vier Arten kommen drei in Malesien und eine auf Sri Lanka vor.
  - Phyllobotryon Müll.Arg.: Sie enthält nur eine Art:
    - Phyllobotryon paradoxum (Baill.) Hul: Sie kommt in Zentralafrika vor.

  - Phylloclinium Baill.: Die nur zwei Arten kommen im tropischen Afrika vor.
  - Pineda Ruiz & Pav.: Sie enthält nur eine Art:
    - Pineda incana Ruiz & Pav.: Sie ist in den Gebirgen Ecuadors, Perus und Boliviens beheimatet. Manchmal mit einer zweiten Art.

  - Pleuranthodendron L.O.Williams: Sie enthält nur eine Art:
    - Pleuranthodendron lindenii (Turcz.) Sleumer: Sie kommt in Zentral- und Südamerika vor.

  - Poliothyrsis Oliv.: Sie enthält nur eine Art:
    - Poliothyrsis sinensis Oliv.: Sie gedeiht in Höhenlagen zwischen 400 und 1500 Meter in den chinesischen Provinzen Anhui, Fujian, südliches Gansu, Guangdong, Guizhou, Henan, Hubei, Hunan, Jiangsu, Jiangxi, südliches Shaanxi, Sichuan, nordöstliches Yunnan sowie Zhejiang.

  - Priamosia Urb. (manchmal in Xylosma): Sie enthält nur eine Art:
    - Priamosia domingensis Urb.: Sie kommt nur auf Hispaniola vor.

  - Prockia P.Browne ex L.: Die etwa sechs Arten sind in der Neotropis auf den Antillen, in Zentral- und Südamerika verbreitet.
  - Pseudoscolopia Gilg: Sie enthält nur eine Art:
    - Pseudoscolopia polyantha Gilg: Dieser Endemit kommt in der südafrikanischen Provinz Ostkap nur in Pondoland vor.

  - Pseudosmelia Sleumer: Sie enthält nur eine Art:
    - Pseudosmelia moluccana Sleumer: Sie kommt in Indonesien vor.

  - Ryania Vahl: Die etwa acht Arten sind in Zentral- und Südamerika verbreitet.
  - Samyda Jacq.: Die etwa neun Arten sind in der Neotropis auf den Antillen und von Mexiko bis Zentralamerika verbreitet.
  - Scolopia Schreb.: Die etwa 40 Arten sind in den Tropen und Subtropen der Alten Welt verbreitet. Zehn Arten kommen nur auf Madagaskar vor.
  - Scyphostegia Stapf: Sie enthält nur eine Art:
    - Scyphostegia borneensis Stapf: Sie kommt auf Borneo vor.

  - Tetrathylacium Poepp.: Die nur zwei Arten sind in Zentral- und Südamerika verbreitet.
  - Tisonia Baill.: Von den etwa 21 Arten kommen zwölf in Madagaskar vor, neun davon nur dort.[6]
  - Trichostephanus Gilg: Die höchstens zwei Arten sind in Afrika verbreitet.
  - Trimeria Harv.: Die nur ein bis zwei Arten kommen im südlichen Afrika vor[7].
  - Xylosma G.Forst.: Die etwa 85 bis 100 Arten in tropischen und subtropischen Gebieten verbreitet, nur wenige Arten gibt es auch in der warm-gemäßigten Breiten, davon etwa 50 Arten in der Neotropis.
  - Zuelania A.Rich.: Sie enthält nur eine Art:
    - Zuelania guidonia (Sw.) Britton & Millsp.: Sie ist in der Neotropis auf den Antillen und von Zentral- bis ins nördliche Südamerika weitverbreitet.